# Bålbord
Ett bålbord är ett drycksbord dukat med en bål eller bålskål (fr engelskans bowl) i centrum. 
Samling kring bålbordet utvecklades under 1700-talet till en modern umgängesform bland män i övre samhällskikt. Bålbordet speglar dåtidens nya konsumtionsmönster som följde av ökande handel med ostindiskt porslin, te, rörsocker och exotiska kryddor. Ur skålen serverades varm eller kall punsch med slev. Punschen (jfr räkneordet för fem på sanskrit ’pancha’ och hindi ’punj’) bereddes av fem ingredienser: te, socker, citron, arrak och vatten. Senare tiders varianter av bål och punsch härrör från denna ursprungliga form.